# Catedrala Sfântul Alexandru din Alexandria

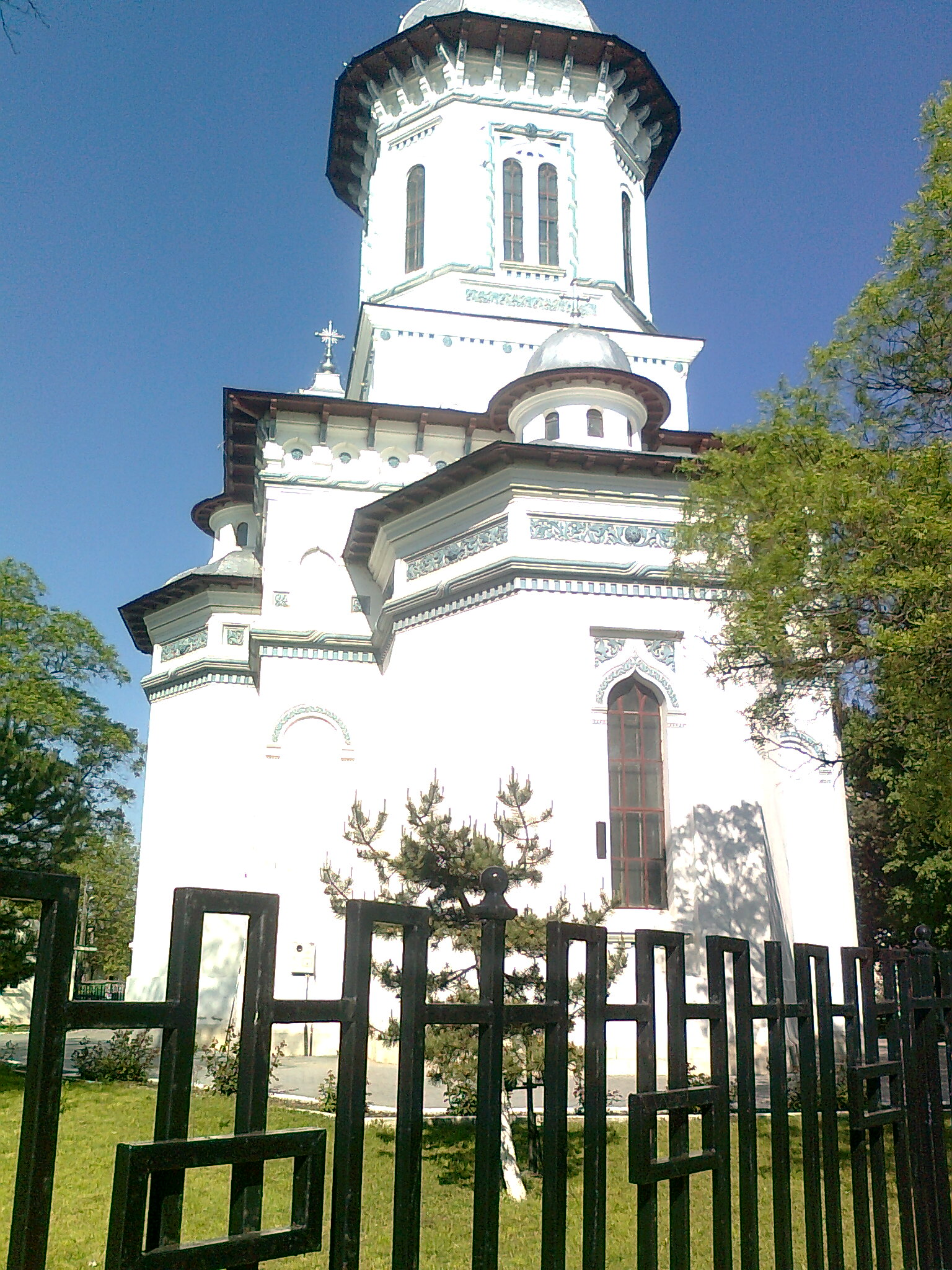
Catedrala ortodoxă cu hramul „Sfântul Alexandru”

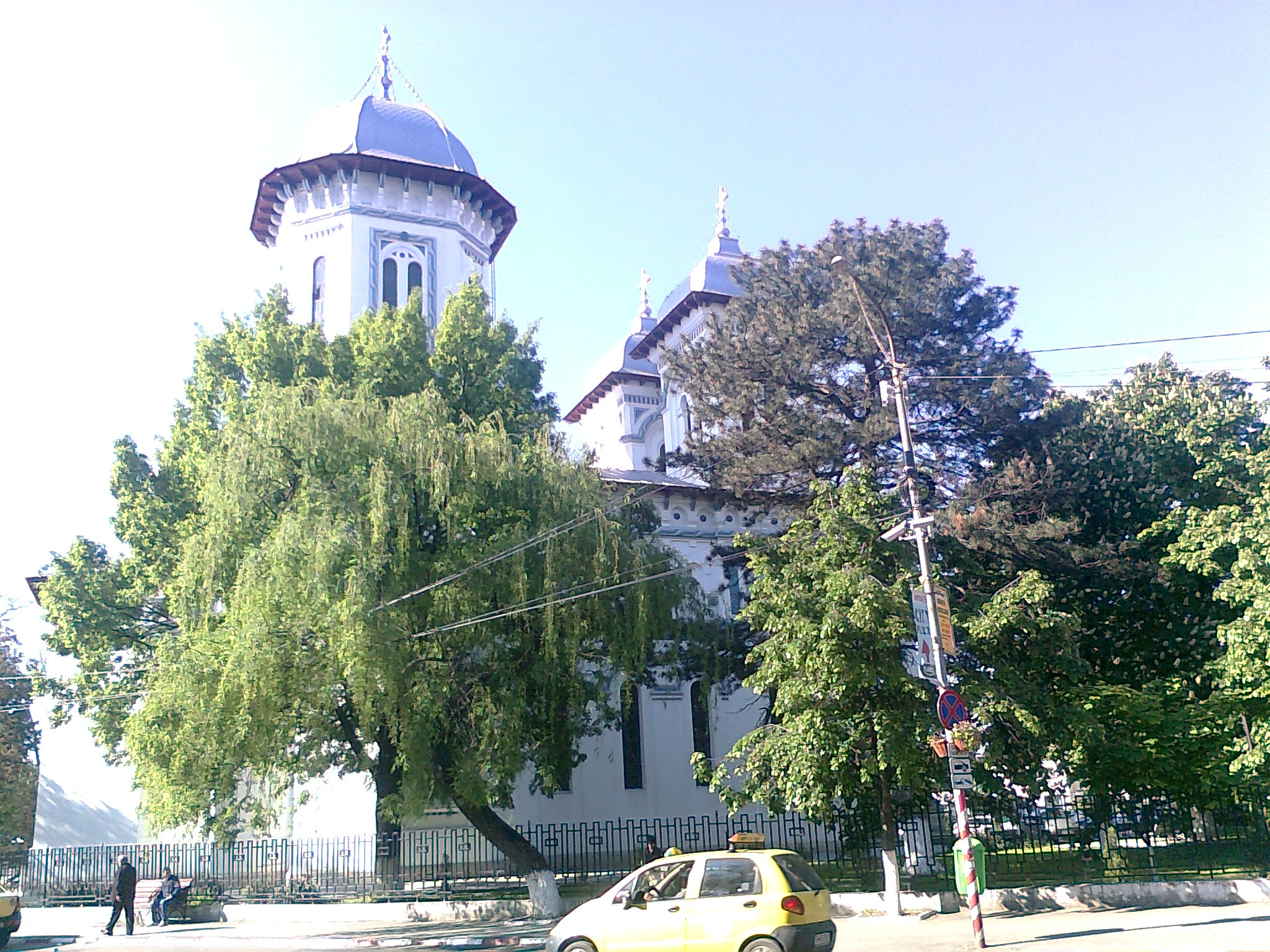
Catedrala ortodoxă cu hramul „Sfântul Alexandru”

Catedrala ortodoxă din Alexandria, județul Teleorman, cu hramul „Sfântul Alexandru”, a fost construită în perioada 1869 - 1898. Este realizată în stil bizantino-romanic. Prăznuit pe 30 August, sfântul Alexandru a fost episcop la Constantinopol sub domnia împăratului Constantin cel Mare (313-337), luând parte la sinodul ecumenic de la Niceea în anul 325. Picturile murale interioare în ulei au fost realizate în anul 1898 de către o echipă formată din Constantin Artachino, Constantin Pascali și Ștefan Luchian. Picturile au fost executate în stil bizantin, iar catapeteasma a fost realizată în stil neogotic, având înălțimea de 10 metri.. După cutremurul din 1940, frescele au fost restaurate de pictorii Constantin Artachino și Ștefan Panciu.
Inițial a fost construită din lemn, în 1836, la doi ani de la înființarea orașului de către domnitorul Țării Românești, Alexandru D. Ghica (aprilie 1834 - 7 octombrie 1842). Până în 1996 a funcționat ca Biserica Sf. Alexandru. Din 1996 a devenit catedrală episcopală. Din anul 2004 a fost clasată ca monument istoric, cod LMI TR-II-m-A-14255.